# Maria Waichard z Trauttmansdorffu
Weichard Maria Josef Vincenc Eleutherius Alois Ignác hrabě z a na Trauttmansdorff-Weinsbergu (německy Weikhard Maria Joseph Vincenz Eleutherius Aloysius Ignaz Graf von und zu Trauttmansdorff-Weinsberg, 18. dubna 1760 Štýrský Hradec – 19. listopadu 1842) byl rakouský šlechtic a římskokatolický duchovní. 
Byl kanovníkem a prelátem olomoucké kapituly, generální vikář olomoucké arcidiecéze (1828-1842) a děkan teologické fakulty v Olomouci (1841/42).